# Ḥaʼil
Haʼil (arabsko حَائِل Hāʼil) je mesto v severozahodni Saudovi Arabiji. Je glavno in največje mesto regije Ha'il s približno 605.930 prebivalci (2018)
Haʼil je večinoma kmetijsko območje z veliko pridelavo žita, datljev in sadja. Velik odstotek pridelave pšenice v kraljestvu prihaja iz province Haʼil, kjer je območje na severovzhodu, oddaljeno 60 do 100 km, sestavljeno iz namakanih vrtov. Zgodovinsko gledano je Haʼil svoje bogastvo črpal iz tega, da je bil na karavanski poti na hadž. Haʼil je znan po radodarnosti svojih ljudi v arabskem svetu, saj je to kraj, kjer je živel princ in pesnik Hatim al-Tai. Je tudi domovina kraljeve rodbine Rašid, zgodovinskih tekmecev saudski kraljevi družini.

## Zgodovina
Gradnja Hedžaške železnice med Damaskom in Medino je skupaj z novimi poceni parnimi lokomotivami do Džide spodkopala tradicionalno gospodarstvo karavan s kamelami v Ha'ilu.
Mesto Ha'il je bilo glavno mesto emirata Džabal Šammar od leta 1836 do saudske osvojitve emirata leta 1921. Emirat je vodila monarhija iz hiše Rašīd. Prvi emir Abdullah bin Ali Al Rašid je prevzel oblast s svojim bratom emirjem Obaidom in Jabbrovimi sinovi. Abdullah bin Rašid je nadaljeval z gradnjo palače Barzan v Ha'ilu, ki jo je začel Mohamed Ibn Ali. Po smrti Abdulaha Al Rašida (leta 1848) je njegov sin in naslednik Talal dokončal palačo.
V rašidskem obdobju so številni tuji popotniki obiskali Ha'il in rašidske emirje ter opisali svoje vtise v različnih revijah in knjigah, vključno s tistimi Georga Augusta Wallina (1845), Williama Gifforda Palgrava (1865), Lady Anne Blunt (1881), Charles Montagu Doughty (1888) in Gertrude Bell (1914). Rašidski emirji so veljali za relativno strpne do tujcev, vključno s trgovci v Ha'ilu:
| “ | »Mnogi od teh trgovcev so pripadali sekti Šija, ki so jo sovražili nekateri suniti, dvakrat so sovražili vahabiti. Toda Telal ni zaznal njihovih verskih neskladij in je utišal vse mrmranje z znaki posebne naklonjenosti prav tem disidentom in tudi z prednosti, ki jih je njihova prisotnost mestu kmalu prinesla.« | ” |

Zadnjega rašidskega emirja je leta 1921 z oblasti vrgel Ibn Saud iz Saudove Arabije. Ibn Saud je nato ukazal uničiti palačo Barzan in ukazal voditeljem Al Rašid in Al Sabhan, naj se preselijo iz Ha'ila v Rijad, iz omenjenih družin pa je dodelil eno osebo, kot začasni emir princ Ibraheem bin Salem Al Sabhan, da bi zagotovil zvestobo ljudstva Ha'il in Shammarja. Po tem je Ha'il hitro propadal, kot priča E. Rutter leta 1931:
| “ | »Ha'il se zdi kot mesto, ki je obkroženo med peskom ... prebivalstvo Ha'ila je očitno upadalo. Število hiš v severni četrti mesta je bilo v ruševinah ... veliko prebivalcev Ha'ila je pobegnilo v udobno kraljestvo Faisal I. Iraškega.« | ” |

Ha'il je središče kmetijskega programa Saudove Arabije in večina pridelkov pšenice v kraljestvu prihaja z območja, ki obdaja mesto. V bližini mesta je tudi vrsta mlečnih kmetij za proizvodnjo mlečnih izdelkov.

## Geografija
Gora As-Samra gleda na mesto. Tukaj je Hatim al-Tai zažgal ogenj, da bi sprejel goste. Danes vodi asfaltirana cesta do vrha, kjer ponoči zakurijo ogenj na zemeljski plin. Pod goro je park z jezerom, na strani gore pa je grb Saudove Arabije (datljeva palma in prekrižani meči), narejen iz električnih luči, ki se prižigajo ponoči.
Gora Aja (Džebel Aja) je na nasprotni strani mesta Ha'il, nasproti As-Samre. Ogromna saudska zastava iz električnih luči, prižganih ponoči, je na pobočju gore.
Dolina Adadžra poteka približno vzdolž osi sever-jug in deli osrednji Ha'il na dva dela.
Ha'il ima vroče puščavsko podnebje (Köppnova podnebna klasifikacija BWh) z vročimi poletji in hladnimi zimami. Ima nekoliko milejše podnebje kot druga saudska mesta zaradi višje nadmorske višine.

## Znamenitosti
- Palača Barzan je bila zgodovinska palača, ki je bila v Ha'ilu do 1920-ih. Leta 1808 ga je zgradil princ Mohamed bin Abdul-Muhsin Al Ali na površini več kot 300.000 kvadratnih metrov. Palača je bila dokončana med vladavino 2. rašidskega emirja Talala bin Abdullaha (1848–68). Palača je bila sestavljena iz 3 nadstropij, v prvem so bile sprejemne dvorane, vrtovi in kuhinje. Drugi je imel diplomatske sobe za goste. Tretje je imelo sobe kraljeve družine. Porušili so jo na ukaz Ibn Sauda po osvojitvi Ha'ila leta 1921.
- Barzan suk je na mestu, kjer je pred mnogimi leti stala palača Barzan razširjene družine Al Rašid, ki je vladala območju okoli Ha'ila.
- Petkova tržnica je tradicionalna tržnica, ki poteka v petek, ker je nacionalni konec tedna.
- Garden Mall je največje nakupovalno središče v Ha'ilu, ima trgovine, kot so lifestyle, shoe mart, babyshop, H&M, giordano, icon itd. »Samah Center« je postal drugo največje nakupovalno središče v Ha'ilu. Tretji je nakupovalno središče Hyper Panda.
- Grad A'arif (tudi Oreif) je najstarejša zgodovinska stavba v mestu Ha'il. Zgrajena je bila za zaščito mesta pred sovražniki. Med vladavino Saudove Arabije so utrdbo uporabljali za opazovanje lune in streljanje s topovi iftar v času ramadana. Pred kratkim je bila utrdba A'arif odprta za turiste kot dediščina.

Trdnjava A'arif je grad pravokotne oblike, zgrajen iz blata in gline. Stoji v središču mesta Ha'il in je bil zgrajen v 17. stoletju našega štetja. Trdnjava zavzema površino približno 440 kvadratnih metrov in je strateško locirana na vrhu hriba, zaradi česar je vidna od koderkoli v mestu. Trdnjava, ki leži na vrhu Džabal Irf, ponuja čudovit razgled na severno mesto. Utrdba je dostopna skozi vrata z njene južne strani, kjer majhno dvorišče vodi do glavnega vhoda. Znotraj trdnjave so stražni stolpi, okna, stanovanjsko območje, kopališča, mošeja in skladišča. Ta grad odlikujejo tudi velika lesena vrata z vgraviranimi napisi. Turisti se lahko povzpnejo na vrh gradu, da si ogledajo mesto iz ptičje perspektive in opazujejo kmetije, tržnice in soseske, ki jih obkrožajo.
- Trdnjava Kišlah je impresivna znamenitost v središču mesta Ha'il. Sedanja stavba je bila zgrajena v 1940-ih, ko je bil princ Abdulaziz bin Musa'ad Al Saud v provinci Ha'il. Je največja tradicionalna trdnjava iz blatne opeke v Ha'ilu in je zelo dobro obnovljena in ohranjena tako zunaj kot znotraj. Uporabljali so jo predvsem kot vojašnico. Njeni dve nadstropji sta visoki 142,8 x 141,2 metra, njeni zidovi so visoki 8,5 m, ima osem velikih stražarskih stolpov skupaj z obzidjem z dvemi glavnimi vrati, vzhodnimi in zahodnimi, in ima veliko notranje dvorišče s starimi vojaškimi predmeti. Razstava.
- Restavracija At-Turathy je velika zgodovinska stavba iz blatne opeke v središču mesta Ha'il, ki se uporablja kot tradicionalna restavracija. Njen videz je napol restavracija, napol muzej z velikim številom lokalnih tradicionalnih predmetov, ki se uporabljajo kot okras. Vzdušje je zelo tradicionalno, hrana je tradicionalna, sedeži pa na tleh.
- Krožišča Ha'il so v različnih delih mesta. Imajo velike skulpture tradicionalnih predmetov, ki so v središču prometnih krožišč, ki so okrasne fontane. Ena ima Gerbo (tradicionalno menzo iz živalske kože), zgrajeno kot vodnjak, druga ima Mabakara (tradicionalni gorilnik za kadilo) z Dellah (tradicionalnimi lončki za kavo) in skodelicami okoli nje, zgrajeno kot vodnjak.
- Muzej Ha'il je muzej mesta Ha'il. To je tudi eden od krajev, kjer lahko obiskovalci kupijo dovoljenja za ogled petroglifov v bližini oaze Džuba, drugo mesto pa je muzej dediščine palače Džuba Ateeqa Naifa al-Šamarija tik ob glavni ulici v samem mestu Džuba. Rezbarije v skalah, za katere se domneva, da izvirajo iz leta 5500 pr. n. št., so na območju, ki je od mesta Ha'il približno uro in pol vožnje z avtomobilom. Tam lahko organizirajo tudi izlete v puščavo Nafud.
- Palača Aja je na obrobju mesta. Tam je živel nekdanji guverner province Ha'il princ Saud bin Abdul Muhsin Al Saud. Vidi se le od daleč - z glavne avtoceste v bližini. To je stanovanjsko naselje in kot tako ni odprto za širšo javnost za oglede.
- Ha'il Desert Life Festival je letni festival, ki poteka v provinci Ha'il za praznovanje in izmenjavo izkušenj o puščavskem življenju in kulturi po vsem svetu.[6]
- Ha'il Rally je pomemben dogodek v Ha'ilu in celo v Saudovi Arabiji, saj je prvi avtomobilski rally, ki se je začel leta 2006 in ga je FIA odobrila leta 2008.[7]